# Llista de Béns Culturals d'Interès Nacional d'Osona
Llista de béns culturals d'interès nacional d'Osona inscrits en el Registre de béns culturals d'interès nacional (BCIN) del Departament de Cultura de la Generalitat de Catalunya per a la comarca d'Osona. Inclou els béns immobles més rellevants del patrimoni cultural que tenen la categoria de protecció de major rang com a unitat singular, conjunt, espai o zona amb valors culturals, històrics o tècnics.
L'any 2017, Osona comptava amb 104 béns culturals d'interès nacional classificats en 97 monuments històrics, 2 conjunts històrics, 4 zones arqueològiques i 1 d'altres. A continuació es mostren les últimes dades disponibles ordenades per municipis.

## Patrimoni arquitectònic
| Monument                                                              | Protecció       | Estil/època                             | Localització                                                                     | Coordenades                                            | Codi?         | Imatge |
| --------------------------------------------------------------------- | --------------- | --------------------------------------- | -------------------------------------------------------------------------------- | ------------------------------------------------------ | ------------- | --- |
| Castell de Cruïlles                                                   | BCIN 456-MH     | XIV-XV                                  | Aiguafreda                                                                       | 41° 46′ 49″ N, 2° 15′ 21″ E / 41.780388°N,2.255832°E   | RI-51-0005170 | Castell de Cruïlles (Aiguafreda) · Modifica el valor a Wikidata · Carregueu una nova foto d'aquest monument                             |
| Casal de Balenyà                                                      | BCIN 942-MH     |                                         | Balenyà                                                                          | 41° 49′ 57″ N, 2° 13′ 09″ E / 41.832390°N,2.219090°E   | RI-51-0005504 | Carregueu una nova foto d'aquest monument                                                                                               |
| Castell del Brull                                                     | BCIN 744-MH     | Romànic X-XIII, XIX                     | El Brull Nucli de l'església de Sant Martí                                       | 41° 49′ 00″ N, 2° 18′ 16″ E / 41.816790°N,2.304370°E   | RI-51-0005211 | Castell del Brull · Vegeu més fotos d'aquest monument · Carregueu una nova foto d'aquest monument                                       |
| La Sala                                                               | BCIN 745-MH     | Obra popular XIII, XVII-XVIII, XIX      | El Brull                                                                         | 41° 48′ 16″ N, 2° 17′ 05″ E / 41.804329°N,2.284737°E   | RI-51-0005212 | La Sala (el Brull) · Vegeu més fotos d'aquest monument · Carregueu una nova foto d'aquest monument                                      |
| Muralles de Montgròs                                                  | BCIN 746-MH     | Ferro-ibèric                            | El Brull                                                                         | 41° 48′ 12″ N, 2° 16′ 24″ E / 41.803316°N,2.273317°E   | RI-51-0005213 | Muralles de Montgròs (el Brull) · Vegeu més fotos d'aquest monument · Carregueu una nova foto d'aquest monument                         |
| Casal d'Alta-riba                                                     | BCIN 583-MH     | Obra popular XVI-XVII                   | Calldetenes                                                                      | 41° 55′ 36″ N, 2° 18′ 43″ E / 41.926560°N,2.312044°E   | RI-51-0005226 | Casal d'Alta-riba (Calldetenes) · Vegeu més fotos d'aquest monument · Carregueu una nova foto d'aquest monument                         |
| El Portal                                                             | BCIN 676-MH     | Gòtic tardà XVI, XX                     | Centelles C. Nou                                                                 | 41° 47′ 53″ N, 2° 13′ 06″ E / 41.798085°N,2.218341°E   | RI-51-0005457 | El Portal (Centelles) · Vegeu més fotos d'aquest monument · Carregueu una nova foto d'aquest monument                                   |
| Vinyoles                                                              | BCIN 677-MH     | Obra popular XII, XVI, XVIII            | Centelles Crta. de Sant Feliu a Vic, km 17                                       | 41° 47′ 44″ N, 2° 12′ 24″ E / 41.795647°N,2.206623°E   | RI-51-0005458 | Vinyoles (Centelles) · Vegeu més fotos d'aquest monument · Carregueu una nova foto d'aquest monument                                    |
| Palau Comtal                                                          | BCIN 1929-MH    | Renaixement XVI-XVIII, XIX              | Centelles Pl. Major, 5                                                           | 41° 47′ 51″ N, 2° 13′ 10″ E / 41.797490°N,2.219371°E   | RI-51-0007299 | Palau Comtal (Centelles) · Vegeu més fotos d'aquest monument · Carregueu una nova foto d'aquest monument                                |
| Castell de Cabrera                                                    | BCIN 1413-MH    | Obra popular XII-XIII                   | L'Esquirol                                                                       | 42° 04′ 34″ N, 2° 24′ 26″ E / 42.076042°N,2.407206°E   | RI-51-0005698 | Castell de Cabrera (Collsacabra) · Vegeu més fotos d'aquest monument · Carregueu una nova foto d'aquest monument                        |
| Castell de Barrès                                                     | BCIN 1414-MH    | Obra popular XIII                       | L'Esquirol                                                                       | 42° 02′ 00″ N, 2° 21′ 37″ E / 42.033198°N,2.360389°E   | RI-51-0005699 | Carregueu una nova foto d'aquest monument                                                                                               |
| El Castellet, o el Casol                                              | BCIN 853-MH     |                                         | Folgueroles                                                                      | 41° 55′ 50″ N, 2° 20′ 47″ E / 41.930565°N,2.346278°E   | IPA-948       | Carregueu una nova foto d'aquest monument                                                                                               |
| Torre Morgadès                                                        | BCIN 854-MH     | Obra popular XVI                        | Folgueroles                                                                      | 41° 56′ 24″ N, 2° 17′ 35″ E / 41.939870°N,2.293177°E   | RI-51-0005475 | Torre Morgadès (Folgueroles) · Vegeu més fotos d'aquest monument · Carregueu una nova foto d'aquest monument                            |
| Castell de Gurb                                                       | BCIN 935-MH     | Medieval                                | Gurb                                                                             | 41° 57′ 07″ N, 2° 12′ 38″ E / 41.952078°N,2.210422°E   | RI-51-0005500 | Castell de Gurb · Vegeu més fotos d'aquest monument · Carregueu una nova foto d'aquest monument                                         |
| Castell de Vilagelans                                                 | BCIN 936-MH     | XVI, XX                                 | Gurb                                                                             | 41° 58′ 34″ N, 2° 17′ 04″ E / 41.976174°N,2.284411°E   | RI-51-0005501 | Castell de Vilagelans (Gurb) · Vegeu més fotos d'aquest monument · Carregueu una nova foto d'aquest monument                            |
| Casal de Mont-ral                                                     | BCIN 937-MH     | Obra popular Medieval, XVII-XVIII       | Gurb                                                                             | 41° 57′ 13″ N, 2° 14′ 46″ E / 41.953601°N,2.246047°E   | RI-51-0005502 | Carregueu una nova foto d'aquest monument                                                                                               |
| La Salada                                                             | BCIN 938-MH     | Obra popular XIV-XV                     | Gurb                                                                             | 41° 56′ 31″ N, 2° 10′ 24″ E / 41.942000°N,2.173375°E   | RI-51-0005503 | Carregueu una nova foto d'aquest monument                                                                                               |
| Castell de Malla, el Castelló                                         | BCIN 1016-MH    | Medieval                                | Malla                                                                            | 41° 53′ 17″ N, 2° 13′ 46″ E / 41.888138°N,2.229550°E   | RI-51-0005518 | Castell de Malla · Vegeu més fotos d'aquest monument · Carregueu una nova foto d'aquest monument                                        |
| Muralles                                                              | BCIN 1017-MH    | XIII-XVI                                | Manlleu                                                                          | 42° 00′ 04″ N, 2° 17′ 02″ E / 42.001018°N,2.283977°E   | RI-51-0005519 | Muralles (Manlleu) · Vegeu més fotos d'aquest monument · Carregueu una nova foto d'aquest monument                                      |
| Mas Bellfort                                                          | BCIN 1018-MH    | Gòtic tardà, obra popular XVI-XVIII     | Manlleu                                                                          | 42° 00′ 41″ N, 2° 18′ 01″ E / 42.011385°N,2.300192°E   | RI-51-0005520 | Carregueu una nova foto d'aquest monument                                                                                               |
| Monestir de Sant Pere de Casserres                                    | BCIN 152-MH     | Romànic XI                              | Les Masies de Roda Collet de Casserres                                           | 42° 00′ 06″ N, 2° 20′ 26″ E / 42.001615°N,2.340681°E   | RI-51-0000441 | Monestir de Sant Pere de Casserres (les Masies de Roda) · Vegeu més fotos d'aquest monument · Carregueu una nova foto d'aquest monument |
| Castell de Casserres                                                  | BCIN 1031-MH    | Medieval                                | Les Masies de Roda Collet de Casserres                                           | 42° 00′ 05″ N, 2° 20′ 27″ E / 42.001354°N,2.340782°E   | RI-51-0005531 | Castell de Casserres (les Masies de Roda) · Vegeu més fotos d'aquest monument · Carregueu una nova foto d'aquest monument               |
| L'Esquerda                                                            | BCIN 1032-MH-ZA | Obra popular XII, XIV                   | Les Masies de Roda Península de l'Esquerda                                       | 41° 58′ 31″ N, 2° 18′ 46″ E / 41.975329°N,2.312879°E   | RI-51-0005533 | L'Esquerda (les Masies de Roda) · Vegeu més fotos d'aquest monument · Carregueu una nova foto d'aquest monument                         |
| Castell de s'Avellana                                                 | BCIN 1033-MH    | Romànic Medieval                        | Les Masies de Roda Península de l'Esquerda                                       | 41° 58′ 12″ N, 2° 19′ 48″ E / 41.970098°N,2.330121°E   | RI-51-0005532 | Castell de s'Avellana (les Masies de Roda) · Carregueu una nova foto d'aquest monument                                                  |
| Castell de Voltregà, o Sant Martí Xic                                 | BCIN 1034-MH    | Romànic X-XI                            | Les Masies de Voltregà El Pou                                                    | 42° 00′ 39″ N, 2° 12′ 22″ E / 42.010767°N,2.206141°E   | RI-51-0005534 | Castell de Voltregà (les Masies de Voltregà) · Vegeu més fotos d'aquest monument · Carregueu una nova foto d'aquest monument            |
| Conanglell                                                            | BCIN 1035-MH    | Obra popular XII, XIX                   | Les Masies de Voltregà                                                           | 42° 02′ 47″ N, 2° 14′ 45″ E / 42.046322°N,2.245851°E   | RI-51-0005535 | Conanglell (les Masies de Voltregà) · Vegeu més fotos d'aquest monument · Carregueu una nova foto d'aquest monument                     |
| Despujol                                                              | BCIN 1036-MH    | Obra popular XVII-XIX                   | Les Masies de Voltregà Ctra. de Vinyoles                                         | 42° 00′ 45″ N, 2° 15′ 01″ E / 42.012607°N,2.250159°E   | RI-51-0005536 | Despujol (les Masies de Voltregà) · Carregueu una nova foto d'aquest monument                                                           |
| Castell de Montesquiu                                                 | BCIN 1081-MH    | XVII                                    | Montesquiu                                                                       | 42° 06′ 48″ N, 2° 12′ 43″ E / 42.113297°N,2.211944°E   | RI-51-0005549 | Castell de Montesquiu · Vegeu més fotos d'aquest monument · Carregueu una nova foto d'aquest monument                                   |
| Castell de Muntanyola, o Mas el Castell                               | BCIN 1107-MH    | Obra popular XVI-XVIII                  | Muntanyola                                                                       | 41° 52′ 43″ N, 2° 10′ 09″ E / 41.878676°N,2.169124°E   | RI-51-0005557 | Castell de Muntanyola · Vegeu més fotos d'aquest monument · Carregueu una nova foto d'aquest monument                                   |
| Castell de Múnter                                                     | BCIN 1108-MH    | Romànic X-XII                           | Muntanyola Turó del Castell, darrera l'església de Sant Esteve de Múnter         | 41° 52′ 41″ N, 2° 12′ 58″ E / 41.877980°N,2.216228°E   | RI-51-0005558 | Castell de Múnter (Muntanyola) · Vegeu més fotos d'aquest monument · Carregueu una nova foto d'aquest monument                          |
| Castell d'Orís                                                        | BCIN 1144-MH    | XII-XVII                                | Orís                                                                             | 42° 03′ 31″ N, 2° 13′ 21″ E / 42.058611°N,2.2225°E     | RI-51-0005570 | Castell d'Orís · Vegeu més fotos d'aquest monument · Carregueu una nova foto d'aquest monument                                          |
| Puig de la Guàrdia                                                    | BCIN 1145-MH    |                                         | Orís                                                                             | 42° 03′ 39″ N, 2° 13′ 12″ E / 42.060815°N,2.220074°E   | RI-51-0005571 | Puig de la Guàrdia (Orís) · Carregueu una nova foto d'aquest monument                                                                   |
| Castell de Saderra                                                    | BCIN 1146-MH    |                                         | Orís                                                                             | 42° 05′ 07″ N, 2° 14′ 21″ E / 42.085354°N,2.239252°E   | RI-51-0005572 | Carregueu una nova foto d'aquest monument                                                                                               |
| Castell de Rupit                                                      | BCIN 1334-MH    | Romànic XI                              | Rupit i Pruit                                                                    | 42° 01′ 28″ N, 2° 27′ 59″ E / 42.024499°N,2.466390°E   | RI-51-0005622 | Castell de Rupit (Rupit i Pruit) · Vegeu més fotos d'aquest monument · Carregueu una nova foto d'aquest monument                        |
| Freixenet, o Castell de Freixenet                                     | BCIN 757-MH     | Obra popular XII                        | Sant Agustí de Lluçanès                                                          | 42° 05′ 53″ N, 2° 07′ 00″ E / 42.098012°N,2.116539°E   | RI-51-0005172 | Carregueu una nova foto d'aquest monument                                                                                               |
| Castell de Montorro o de Montorrell                                   | BCIN 1841-MH    | Obra popular Medieval                   | Sant Boi de Lluçanès                                                             | 42° 04′ 35″ N, 2° 09′ 54″ E / 42.076402°N,2.164971°E   | RI-51-0005633 | Carregueu una nova foto d'aquest monument                                                                                               |
| Casal de Bellpuig, o Castell dels Moros                               | BCIN 1487-MH    | XII                                     | Sant Julià de Vilatorta                                                          | 41° 55′ 14″ N, 2° 19′ 19″ E / 41.920446°N,2.321924°E   | RI-51-0005642 | Casal de Bellpuig (Sant Julià de Vilatorta) · Vegeu més fotos d'aquest monument · Carregueu una nova foto d'aquest monument             |
| Castell de Sant Llorenç                                               | BCIN 1488-MH    | Obra popular, historicisme Medieval, XX | Sant Julià de Vilatorta                                                          | 41° 55′ 25″ N, 2° 21′ 32″ E / 41.923558°N,2.358799°E   | RI-51-0005643 | Castell de Sant Llorenç (Sant Julià de Vilatorta) · Vegeu més fotos d'aquest monument · Carregueu una nova foto d'aquest monument       |
| La Sala de Vilalleons                                                 | BCIN 1490-MH    | XIII-XVII, XIX                          | Sant Julià de Vilatorta                                                          | 41° 53′ 26″ N, 2° 19′ 23″ E / 41.890437°N,2.323184°E   | RI-51-0005645 | La Sala de Vilalleons (Sant Julià de Vilatorta) · Vegeu més fotos d'aquest monument · Carregueu una nova foto d'aquest monument         |
| Castell de Centelles, o Castell de Sant Martí, Castell de Sant Esteve | BCIN 1499-MH    | Gòtic, romànic XII, XIII-XVI            | Sant Martí de Centelles                                                          | 41° 46′ 10″ N, 2° 12′ 24″ E / 41.769583°N,2.206693°E   | RI-51-0005651 | Castell de Centelles (Sant Martí de Centelles) · Vegeu més fotos d'aquest monument · Carregueu una nova foto d'aquest monument          |
| El Castellar, Castellar de Dalt                                       | BCIN 1500-MH    | XIII, XVIII                             | Sant Martí de Centelles Sant Pere de Valldaneu                                   | 41° 44′ 13″ N, 2° 14′ 58″ E / 41.736908°N,2.24938°E    | RI-51-0005652 | El Castellar (Sant Martí de Centelles) · Vegeu més fotos d'aquest monument · Carregueu una nova foto d'aquest monument                  |
| Castell de Curull                                                     | BCIN 1528-MH    | Obra popular XI                         | Sant Pere de Torelló                                                             | 42° 06′ 37″ N, 2° 20′ 18″ E / 42.110264°N,2.338250°E   | RI-51-0005672 | Carregueu una nova foto d'aquest monument                                                                                               |
| Castell de Vilar, o Castell de la Vinyeta                             | BCIN 1529-MH    | Gòtic XV                                | Sant Pere de Torelló                                                             | 42° 05′ 28″ N, 2° 19′ 42″ E / 42.091082°N,2.328461°E   | RI-51-0005673 | Carregueu una nova foto d'aquest monument                                                                                               |
| Castell de Meda o Sameda                                              | BCIN 1489-MH    | Obra popular Medieval                   | Sant Sadurní d'Osormort                                                          | 41° 55′ 39″ N, 2° 21′ 48″ E / 41.927432°N,2.363222°E   | RI-51-0005644 | Castell de Meda o Sameda (Sant Sadurní d'Osormort) · Vegeu més fotos d'aquest monument · Carregueu una nova foto d'aquest monument      |
| Castell de Torelló                                                    | BCIN 1546-MH    | Romànic XII                             | Sant Vicenç de Torelló Carena del Castell                                        | 42° 04′ 25″ N, 2° 15′ 55″ E / 42.073516°N,2.265392°E   | RI-51-0005683 | Castell de Torelló (Sant Vicenç de Torelló) · Vegeu més fotos d'aquest monument · Carregueu una nova foto d'aquest monument             |
| Colònia Borgonyà                                                      | BCIN 4195-CH-EN | Jaume Gustà Bondia XIX (1890)           | Sant Vicenç de Torelló Ctra. BV-5626, km. 0,5                                    | 42° 03′ 50″ N, 2° 14′ 29″ E / 42.0640085°N,2.2413618°E | IPA-23828     | Colònia Borgonyà (Sant Vicenç de Torelló) · Vegeu més fotos d'aquest monument · Carregueu una nova foto d'aquest monument               |
| Església de Santa Eugènia                                             | BCIN 191-MH     | Romànic XI, XII                         | Santa Eugènia de Berga Pl. Major                                                 | 41° 54′ 01″ N, 2° 17′ 00″ E / 41.900287°N,2.283317°E   | RI-51-0000438 | Església de Santa Eugènia (Santa Eugènia de Berga) · Vegeu més fotos d'aquest monument · Carregueu una nova foto d'aquest monument      |
| Castell d'Heures, o Domus de Sala-d'Heures                            | BCIN 1400-MH    | Romànic, historicisme XIII, XX          | Santa Eugènia de Berga Sala-d'Heures                                             | 41° 54′ 11″ N, 2° 18′ 04″ E / 41.902972°N,2.301130°E   | RI-51-0005686 | Castell d'Heures (Santa Eugènia de Berga) · Vegeu més fotos d'aquest monument · Carregueu una nova foto d'aquest monument               |
| Castell de Torroella                                                  | BCIN 1401-MH    | XV-XVI                                  | Santa Eulàlia de Riuprimer                                                       | 41° 54′ 30″ N, 2° 11′ 46″ E / 41.908336°N,2.196169°E   | RI-51-0005687 | Carregueu una nova foto d'aquest monument                                                                                               |
| La Torreferrada                                                       | BCIN 1402-MH    | Obra popular XIII                       | Santa Eulàlia de Riuprimer                                                       | 41° 54′ 42″ N, 2° 10′ 29″ E / 41.911803°N,2.174822°E   | RI-51-0005688 | Carregueu una nova foto d'aquest monument                                                                                               |
| Castell de Besora                                                     | BCIN 1411-MH    | Romànic X-XII                           | Santa Maria de Besora                                                            | 42° 07′ 25″ N, 2° 15′ 04″ E / 42.123706°N,2.251017°E   | RI-51-0005696 | Castell de Besora (Santa Maria de Besora) · Vegeu més fotos d'aquest monument · Carregueu una nova foto d'aquest monument               |
| Castell de Beví                                                       | BCIN 1412-MH    | Medieval                                | Santa Maria de Besora                                                            | 42° 08′ 07″ N, 2° 14′ 15″ E / 42.135249°N,2.237588°E   | RI-51-0005697 | Carregueu una nova foto d'aquest monument                                                                                               |
| Castell d'Esparreguera                                                | BCIN 1567-MH    | XII                                     | Seva                                                                             | 41° 48′ 07″ N, 2° 14′ 38″ E / 41.801951°N,2.243887°E   | RI-51-0005712 | Castell d'Esparreguera (Seva) · Vegeu més fotos d'aquest monument · Carregueu una nova foto d'aquest monument                           |
| Castell de Duocastella, o Castell de Rocafiguera                      | BCIN 1577-MH    |                                         | Sora Finca de Rocafiguera, al nord-est del terme                                 | 42° 07′ 26″ N, 2° 09′ 29″ E / 42.1240028°N,2.1580806°E | RI-51-0005720 | Carregueu una nova foto d'aquest monument                                                                                               |
| Castell de Taradell, o Castell de Can Boix                            | BCIN 1593-MH    | X-XIV                                   | Taradell                                                                         | 41° 51′ 56″ N, 2° 18′ 36″ E / 41.8654528°N,2.3100056°E | RI-51-0005730 | Castell de Taradell · Vegeu més fotos d'aquest monument · Carregueu una nova foto d'aquest monument                                     |
| Torre de don Carles, o Torre de la Presó                              | BCIN 1594-MH    | XVI                                     | Taradell                                                                         | 41° 52′ 34″ N, 2° 17′ 14″ E / 41.8760222°N,2.2871722°E | RI-51-0005731 | Torre de don Carles (Taradell) · Vegeu més fotos d'aquest monument · Carregueu una nova foto d'aquest monument                          |
| Castell de Savassona                                                  | BCIN 1612-MH    | XVII-XVIII                              | Tavèrnoles                                                                       | 41° 57′ 22″ N, 2° 20′ 15″ E / 41.9562139°N,2.3375306°E | RI-51-0005732 | Castell de Savassona (Tavèrnoles) · Vegeu més fotos d'aquest monument · Carregueu una nova foto d'aquest monument                       |
| Roca del Purpirol                                                     | BCIN 1613-MH    |                                         | Tavèrnoles                                                                       | 41° 57′ 42″ N, 2° 19′ 30″ E / 41.961768°N,2.325023°E   | RI-51-0005733 | Carregueu una nova foto d'aquest monument                                                                                               |
| Casal de Vilamuntà                                                    | BCIN 1614-MH    | XI-XII                                  | Tavèrnoles                                                                       | 41° 57′ 10″ N, 2° 21′ 57″ E / 41.952831°N,2.365790°E   | RI-51-0005734 | Carregueu una nova foto d'aquest monument                                                                                               |
| La Torre, o Torre de la Vall                                          | BCIN 1615-MH    | Gòtic, obra popular XIII, XVII          | Tavertet                                                                         | 42° 00′ 14″ N, 2° 25′ 15″ E / 42.003946°N,2.420880°E   | RI-51-0005735 | La Torre (Tavertet) · Vegeu més fotos d'aquest monument · Carregueu una nova foto d'aquest monument                                     |
| Torre de la Parareda                                                  | BCIN 1616-MH    | Obra popular XVII                       | Tavertet Ctra. l'Esquirol-Tavertet, km 9                                         | 41° 59′ 49″ N, 2° 23′ 42″ E / 41.996833°N,2.395138°E   | RI-51-0005736 | Torre de la Parareda (Tavertet) · Vegeu més fotos d'aquest monument · Carregueu una nova foto d'aquest monument                         |
| L'Avenc                                                               | BCIN 1617-MH    | Gòtic tardà XVI                         | Tavertet                                                                         | 42° 00′ 19″ N, 2° 26′ 31″ E / 42.005365°N,2.441983°E   | RI-51-0005737 | L'Avenc (Tavertet) · Vegeu més fotos d'aquest monument · Carregueu una nova foto d'aquest monument                                      |
| El Desvilar de Sant Bertomeu Sesgorgues, o el Vilar                   | BCIN 1618-MH    | Obra popular XVII                       | Tavertet Crta. BV-5207 Tavertet, km 4,5                                          | 42° 00′ 53″ N, 2° 22′ 00″ E / 42.014709°N,2.366691°E   | RI-51-0005738 | Carregueu una nova foto d'aquest monument                                                                                               |
| Nucli antic de Tavertet                                               | BCIN 1877-CH-EN | Obra popular, romànic XI-XXI            | Tavertet                                                                         | 41° 59′ 44″ N, 2° 25′ 07″ E / 41.995481°N,2.418593°E   | RI-53-0000403 | Nucli antic de Tavertet · Vegeu més fotos d'aquest monument · Carregueu una nova foto d'aquest monument                                 |
| Castell de Sorerols                                                   | BCIN 3989-MH    | Romànic XI                              | Tavertet Prop de Sant Miquel de Sorerols                                         | 41° 59′ 56″ N, 2° 22′ 44″ E / 41.998911°N,2.378993°E   | IPA-24360     | Castell de Sorerols (Tavertet) · Vegeu més fotos d'aquest monument · Carregueu una nova foto d'aquest monument                          |
| Castell i església de Sant Andreu                                     | BCIN 218-MH     | Preromànic, romànic IX-X, XI            | Tona                                                                             | 41° 51′ 14″ N, 2° 13′ 28″ E / 41.853994°N,2.224345°E   | RI-51-0001163 | Castell i Església de Sant Andreu (Tona) · Vegeu més fotos d'aquest monument · Carregueu una nova foto d'aquest monument                |
| Castell de Güells                                                     | BCIN 1628-MH    | Obra popular XVIII                      | Tona                                                                             | 41° 50′ 35″ N, 2° 11′ 57″ E / 41.843185°N,2.199033°E   | RI-51-0005741 | Castell de Güells (Tona) · Vegeu més fotos d'aquest monument · Carregueu una nova foto d'aquest monument                                |
| Casal de Mont-rodon                                                   | BCIN 1629-MH    | XII, XV, XX Final                       | Tona                                                                             | 41° 51′ 54″ N, 2° 16′ 00″ E / 41.864875°N,2.266631°E   | RI-51-0005742 | Casal de Mont-rodon (Tona) · Vegeu més fotos d'aquest monument · Carregueu una nova foto d'aquest monument                              |
| Domus de Vilamajor                                                    | BCIN 1630-MH    | Obra popular Medieval                   | Tona                                                                             | 41° 51′ 40″ N, 2° 12′ 09″ E / 41.861209°N,2.202530°E   | RI-51-0002860 | Domus de Vilamajor (Tona) · Vegeu més fotos d'aquest monument · Carregueu una nova foto d'aquest monument                               |
| Escut de la Confraria de Sant Joan                                    | BCIN 3983-MH    | Barroc XVII                             | Tona C. Barcelona, 23                                                            | 41° 50′ 58″ N, 2° 13′ 41″ E / 41.849495°N,2.228117°E   | IPA-24370     | Escut de la Confraria de Sant Joan (Tona) · Vegeu més fotos d'aquest monument · Carregueu una nova foto d'aquest monument               |
| Puigdessalit                                                          | BCIN 1636-MH    | Medieval, XVII                          | Torelló Torre sense restes visibles, prop del Mas el Puig, al puig de Sant Feliu | 42° 02′ 33″ N, 2° 15′ 55″ E / 42.042597°N,2.265409°E   | RI-51-0005744 | Puigdessalit (Torelló) · Vegeu més fotos d'aquest monument · Carregueu una nova foto d'aquest monument                                  |
| Escuts de la Casa Parrella                                            | BCIN 3990-MH    | Gòtic, barroc XVI, XVII                 | Torelló C. Ges Avall, 1-3 - pl. Vella 7-8                                        | 42° 02′ 48″ N, 2° 15′ 42″ E / 42.046660°N,2.261767°E   | IPA-36745     | Escuts de la Casa Parrella (Torelló) · Vegeu més fotos d'aquest monument · Carregueu una nova foto d'aquest monument                    |
| Escut de la Casa Codolosa                                             | BCIN 3991-MH    | Obra popular XVI                        | Torelló Passatge de l'Onze de Setembre, 1 i 3                                    | 42° 02′ 50″ N, 2° 15′ 47″ E / 42.047296°N,2.262994°E   | IPA-36746     | Escut de la Casa Codolosa (Torelló) · Vegeu més fotos d'aquest monument · Carregueu una nova foto d'aquest monument                     |
| Escut del Mas Puigdessalit                                            | BCIN 3992-MH    | Obra popular XVIII                      | Torelló Mas del Puig                                                             | 42° 02′ 36″ N, 2° 15′ 54″ E / 42.043322°N,2.265049°E   | IPA-36747     | Carregueu una nova foto d'aquest monument                                                                                               |
| El Pont d'en Bruguer                                                  | BCIN 229-MH-EN  | Gòtic XIV-XV                            | Vic                                                                              | 41° 56′ 21″ N, 2° 16′ 36″ E / 41.939162°N,2.276568°E   | RI-51-0005076 | El Pont d'en Bruguer (Vic) · Vegeu més fotos d'aquest monument · Carregueu una nova foto d'aquest monument                              |
| Temple romà                                                           | BCIN 231-MH     | Romà                                    | Vic C. Pare Xifré - pl. de la Pietat                                             | 41° 55′ 45″ N, 2° 15′ 24″ E / 41.929194°N,2.256767°E   | RI-51-0000448 | Temple romà (Vic) · Vegeu més fotos d'aquest monument · Carregueu una nova foto d'aquest monument                                       |
| Catedral de Sant Pere                                                 | BCIN 237-MH     | Romànic, neoclassicisme XI, XVIII-XIX   | Vic Pl. de la Catedral                                                           | 41° 55′ 41″ N, 2° 15′ 20″ E / 41.928186°N,2.255545°E   | RI-51-0000432 | Catedral de Sant Pere (Vic) · Vegeu més fotos d'aquest monument · Carregueu una nova foto d'aquest monument                             |
| La Torre Vella, Torre Vella del Mas Galí                              | BCIN 1403-MH    | Medieval                                | Vic Sant Joan del Galí                                                           | 41° 55′ 50″ N, 2° 12′ 31″ E / 41.930687°N,2.208571°E   | IPA-1578      | La Torre Vella (Vic) · Vegeu més fotos d'aquest monument · Carregueu una nova foto d'aquest monument                                    |
| Castell dels Montcada, Palau dels Montcada                            | BCIN 1436-MH    | Romànic XI-XII                          | Vic C. Pare Xifré - pl. Pietat                                                   | 41° 55′ 46″ N, 2° 15′ 25″ E / 41.929326°N,2.256918°E   | RI-51-0005760 | Castell dels Montcada (Vic) · Vegeu més fotos d'aquest monument · Carregueu una nova foto d'aquest monument                             |
| Muralles de Vic                                                       | BCIN 1437-MH    | XIV                                     | Vic                                                                              | 41° 55′ 43″ N, 2° 15′ 27″ E / 41.928618°N,2.257369°E   | RI-51-0005761 | Muralles de Vic · Vegeu més fotos d'aquest monument · Carregueu una nova foto d'aquest monument                                         |
| Castell de Sentfores                                                  | BCIN 1744-MH    | Obra popular Medieval                   | Vic Sentfores                                                                    | 41° 54′ 25″ N, 2° 13′ 09″ E / 41.906879°N,2.219078°E   | RI-51-0005762 | Carregueu una nova foto d'aquest monument                                                                                               |
| Casa de Malloles                                                      | BCIN 1745-MH    | Obra popular Medieval, XVII             | Vic C. Malloles                                                                  | 41° 56′ 50″ N, 2° 16′ 55″ E / 41.947231°N,2.282020°E   | RI-51-0005763 | Casa de Malloles (Vic) · Vegeu més fotos d'aquest monument · Carregueu una nova foto d'aquest monument                                  |
| Castell d'en Planes                                                   | BCIN 1746-MH    | XIX-XX                                  | Vic C. Castell d'en Planes                                                       | 41° 56′ 10″ N, 2° 14′ 46″ E / 41.936054°N,2.246127°E   | RI-51-0005764 | Carregueu una nova foto d'aquest monument                                                                                               |
| Barri de les Adoberies                                                | BCIN 4117-ZIE   | XVIII-XX                                | Vic C. Adoberies, c. Aluders, c. Prat d'en Galliners                             | 41° 55′ 40″ N, 2° 15′ 25″ E / 41.927793°N,2.257068°E   | IPA-41152     | Barri de les Adoberies (Vic) · Vegeu més fotos d'aquest monument · Carregueu una nova foto d'aquest monument                            |
| Ermita de Sant Sebastià                                               | BCIN 4186-LH-EN | Obra popular XVI, XVIII                 | Vic Sentfores                                                                    | 41° 55′ 34″ N, 2° 11′ 58″ E / 41.926007°N,2.199516°E   | IPA-24683     | Ermita de Sant Sebastià (Vic) · Vegeu més fotos d'aquest monument · Carregueu una nova foto d'aquest monument                           |
| Espinzella                                                            | BCIN 1764-MH    | Romànic XII-XVI                         | Viladrau                                                                         | 41° 51′ 17″ N, 2° 20′ 18″ E / 41.854771°N,2.338455°E   | RI-51-0006175 | Espinzella (Viladrau) · Vegeu més fotos d'aquest monument · Carregueu una nova foto d'aquest monument                                   |
| La Sala                                                               | BCIN 1765-MH    | Obra popular XIV, XVII                  | Viladrau                                                                         | 41° 50′ 26″ N, 2° 21′ 33″ E / 41.840642°N,2.359226°E   | RI-51-0006176 | La Sala (Viladrau) · Vegeu més fotos d'aquest monument · Carregueu una nova foto d'aquest monument                                      |
| Castell de Cornil, o Castell del Puig de la Força                     | BCIN 1789-MH    | Obra popular XI-XII                     | Vilanova de Sau Puig de la Força                                                 | 41° 58′ 51″ N, 2° 23′ 20″ E / 41.980822°N,2.389022°E   | RI-51-0005774 | Castell de Cornil (Vilanova de Sau) · Vegeu més fotos d'aquest monument · Carregueu una nova foto d'aquest monument                     |
| Casal del Pi, Domus del Pi                                            | BCIN 1790-MH    | XII-XIII                                | Vilanova de Sau                                                                  | 41° 58′ 41″ N, 2° 23′ 42″ E / 41.977928°N,2.394944°E   | RI-51-0005775 | Casal del Pi (Vilanova de Sau) · Vegeu més fotos d'aquest monument · Carregueu una nova foto d'aquest monument                          |
| Casal dels Sant-romà                                                  | BCIN 1791-MH    | Obra popular XI-XII, XVIII-XIX          | Vilanova de Sau La Riba                                                          | 41° 58′ 34″ N, 2° 23′ 28″ E / 41.976205°N,2.391173°E   | RI-51-0005776 | Carregueu una nova foto d'aquest monument                                                                                               |

## Patrimoni arqueològic
| Monument                     | Protecció    | Estil/època | Localització                                     | Coordenades                                          | Codi?         | Imatge |
| ---------------------------- | ------------ | --- | ------------------------------------------------ | ---------------------------------------------------- | ------------- | --- |
| Pedra de Can Roquet          | BCIN 4276-ZA | Lloc amb representació gràfica sobre pedra, gravat | Tavèrnoles Zona de conreu de la masia del Roquet | 41° 57′ 19″ N, 2° 19′ 22″ E / 41.955338°N,2.322848°E | IPAPC-2640    | Carregueu una nova foto d'aquest monument                                                                                 |
| Pedres gravades de Savassona | BCIN 4277-ZA | Lloc amb representació gràfica sobre pedra, gravat | Tavèrnoles A l'est del Pla de Savassona          | 41° 57′ 37″ N, 2° 20′ 30″ E / 41.960159°N,2.341797°E | IPAPC-2649    | Pedres gravades de Savassona (Tavèrnoles) · Vegeu més fotos d'aquest monument · Carregueu una nova foto d'aquest monument |
| El Camp de les Lloses        | BCIN 2013-ZA | Assentament militar. Lloc d'enterrament Inhumació col·lectiu, necròpolis. Lloc d'habitació amb estructures conservades. Lloc o centre de producció i explotació metal·lúrgia. Des de Bronze Final III a Romà Baix Imperi (-900/300). Des de Medieval Catalunya vella sotmesa als Carolingis a Segles XVIII-XX (800/1999) | Tona Al peu del turó del Castell                 | 41° 51′ 04″ N, 2° 13′ 29″ E / 41.851114°N,2.224689°E | RI-55-0000494 | Camp de les Lloses (Tona) · Vegeu més fotos d'aquest monument · Carregueu una nova foto d'aquest monument                 |

A més, alguns monuments històrics estan inclosos també en l'Inventari del Patrimoni Arqueològic i Paleontològic de Catalunya (IPAPC) per tenir protegit igualment el seu subsol o l'entorn.

## Patrimoni etnològic
El barri de les Adoberies de Vic, a més d'estar en l'Inventari del Patrimoni Arquitectònic, està declarat com a Bé Cultural d'Interès Nacional en la categoria de Zona d'Interès Etnològic.